# Pierre Kleinheider
Pierre Kleinheider (Offenbach, 1989. november 7. –) német labdarúgó, a Hallescher FC kapusa.